# 利比里亞—塞拉利昂關係
利比里亚-塞拉利昂关系（英语：Liberia-Sierra Leone Relations）是指利比里亚和塞拉利昂两国历史上以及当前的外交关系。

## 历史
1817年至1867年间，在美国殖民协会的组织下，有1万3千名带有歐洲血統的非裔美洲人被安置在西非的胡椒海岸，他们在西非建立了两个的殖民地，其中一支来自英属加拿大的非裔被安置在英国建立的塞拉利昂殖民地首府弗里敦，他们的后代被称为塞拉利昂克里奧爾人；另一支则成为了美洲裔賴比瑞亞人，两者文化较为类似，交流也较为频繁。1885年，利比里亚和英国发生战争，战败的利比里亚被迫割让马诺河以北土地，后来被并入英属塞拉利昂。愛德華·威爾莫特·布萊登在卸任利比里亚国会议员后亦移居到弗里敦直到1912年逝世，他的后裔仍然生活在塞拉利昂。
1961年4月27日，塞拉利昂宣布从英国独立，利比里亚即与之建交，1971年10月3日，两国发表建立马诺河联盟的宣言。1986年两国加上几内亚签订了《互不侵犯和安全合作条约》。第一次利比里亚内战后，塞拉利昂亦曾向利比里亚派出维和部队。但因为塞拉利昂内战和第二次利比里亚内战（1999-2003），两国关系曾经一度恶化。内战结束后，两国关系有所好转。2007年，欧内斯特·巴伊·科罗马就任塞拉利昂总统后，两国重新签署了互不侵犯条约。2011年1月，一位非洲外交官形容两国关系“友好”。